# Inga Bucht
Inga Bucht, född 12 maj 1924 i Jukkasjärvi, död 19 augusti 2016 i Stockholm. var en svensk skådespelare.

## Filmografi
- 1943 – Kungsgatan
- 1943 – Katrina
- 1944 – En dotter född
- 1948 – Solkatten

## Teater

### Roller
| År   | Roll          | Produktion                                | Regi             | Teater            |
| ---- | ------------- | ----------------------------------------- | ---------------- | ----------------- |
| 1944 |               | En midsommarnattsdröm William Shakespeare | Sandro Malmquist | Malmö stadsteater |
| 1944 |               | Jorden runt på 80 dagar Jules Verne       | Alf Henrikson    | Malmö stadsteater |
| 1945 | Syster Claire | Cyrano de Bergerac Edmond Rostand         | Sandro Malmquist | Malmö Stadsteater |
| 1945 | Adèle         | Leka med elden August Strindberg          | Sandro Malmquist | Malmö stadsteater |
| 1945 | Dottern       | Pelikanen August Strindberg               | Ingmar Bergman   | Malmö stadsteater |
| 1946 |               | Sankta Johanna George Bernard Shaw        | Sandro Malmquist | Malmö Stadsteater |
| 1946 |               | En månad på landet Ivan Turgenjev         | Sam Besekow      | Malmö stadsteater |
| 1947 | Syster Claire | Cyrano de Bergerac Edmond Rostand         | Sandro Malmquist | Oscarsteatern     |

### Fotnoter
1. ↑  "Dödsannons" i Svenska Dagbladet 12 september 2016
2. ↑  ”Inga Bucht”. Svensk Filmdatabas. http://www.sfi.se/sv/svensk-filmdatabas/Item/?type=PERSON&itemid=61695&ref=%2ftemplates%2fSwedishFilmSearchResult.aspx%3fid%3d1225%26epslanguage%3dsv%26searchword%3dinga+bucht%26type%3dPerson%26match%3dBegin%26page%3d1%26prom%3dFalse. Läst 18 februari 2013.
3. ↑  "Strindbergsdagen på Malmö stadsteater" Svenska Dagbladet 23 januari 1945
4. ↑  ”Pelikanen”. Stiftelsen Ingmar Bergman. http://ingmarbergman.se/verk/pelikanen-0. Läst 14 oktober 2015.
5. ↑  "Svensk urpremiär på Turgenjev" Svenska Dagbladet 11 januari 1946
6. ↑  ”Cyrano de Bergerac”. Musikverket. http://calmview.musikverk.se/CalmView/Record.aspx?src=CalmView.Performance&id=PERF24977&pos=26. Läst 3 juni 2015.